# Platygramme arechavaletae
Platygramme arechavaletae är en lavart som först beskrevs av Johannes Müller Argoviensis, och fick sitt nu gällande namn av A. W. Archer. Platygramme arechavaletae ingår i släktet Platygramme och familjen Graphidaceae.   Inga underarter finns listade i Catalogue of Life.